# La torre nera

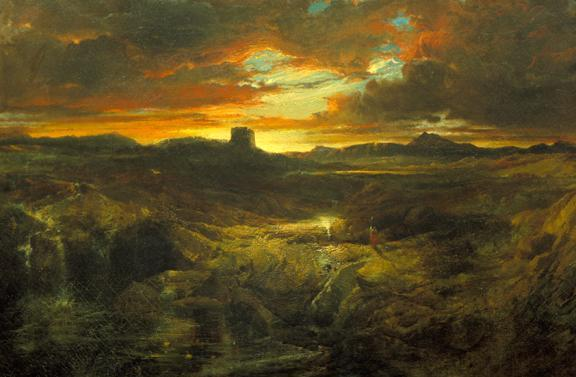
Thomas Moran, Childe Roland to the Dark Tower Came

La torre nera è una serie di otto romanzi di genere fantastico (una commistione di fantasy, fantascienza, horror e western), scritta dall'autore statunitense Stephen King. Narra di un "pistolero" e del suo pellegrinaggio verso una torre, la cui natura è sia fisica che metaforica.
La serie è stata definita il magnum opus di King - oltre agli otto romanzi che compongono la serie, molti dei suoi altri romanzi sono collegati alla storia, introducendo concetti e personaggi che entrano in azione con il progressivo andamento della serie.
La serie si ispira ai poemi Childe Roland alla Torre Nera giunse di Robert Browning, il cui testo integrale è stato incluso in appendice all'ultimo romanzo, e The Waste Land di Thomas Stearns Eliot. Nella prefazione all'edizione del 2003 de L'ultimo cavaliere, King indica tra le fonti anche Il Signore degli Anelli e Il buono, il brutto, il cattivo.
La serie è stata adattata per una miniserie di fumetti della Marvel supervisionata da King, scritta da Peter David e Robin Furth e illustrata da Jae Lee. Nel 2017 è stato prodotto anche un adattamento cinematografico: La torre nera.

## La serie

### Romanzi
| nº  | Titolo italiano        | Titolo originale                             | Data della pubblicazione originale                                                       |
| --- | ---------------------- | -------------------------------------------- | ---------------------------------------------------------------------------------------- |
| 1   | L'ultimo cavaliere     | The Dark Tower: The Gunslinger               | 10 giugno 1982, pubblicato originariamente come romanzo breve; edizione rivista nel 2003 |
| 2   | La chiamata dei tre    | The Dark Tower II: The Drawing of the Three  | maggio 1987                                                                              |
| 3   | Terre desolate         | The Dark Tower III: The Waste Lands          | agosto 1991                                                                              |
| 4   | La sfera del buio      | The Dark Tower IV: Wizard and Glass          | 4 novembre 1997                                                                          |
| 4.5 | La leggenda del vento  | The Dark Tower: The Wind Through the Keyhole | 21 febbraio 2012                                                                         |
| 5   | I lupi del Calla       | The Dark Tower V: Wolves of the Calla        | 4 novembre 2003                                                                          |
| 6   | La canzone di Susannah | The Dark Tower VI: Song of Susannah          | 8 giugno 2004                                                                            |
| 7   | La Torre Nera          | The Dark Tower VII: The Dark Tower           | 21 settembre 2004                                                                        |

### Racconti
Le piccole sorelle di Eluria (The Little Sisters of Eluria), contenuto nella raccolta Tutto è fatidico.

### Fumetti
1. La nascita del pistolero (febbraio 2007)
2. La lunga via del ritorno (marzo 2008)
3. Tradimento (settembre 2008)
4. La caduta di Gilead (maggio 2009)
5. La battaglia di Jericho Hill (dicembre 2009)
6. Il mago (giugno 2009)
7. L'ultimo cavaliere - Il viaggio comincia (maggio 2010)
8. L'ultimo cavaliere - Le piccole sorelle di Eluria (dicembre 2010)
9. L'ultimo cavaliere - La battaglia di Tull (luglio 2011)
10. The Gunslinger - Way Station (dicembre 2011)
11. The Gunslinger - The Man in Black (giugno 2012)
12. The Drawing of the Three - The Prisoner (settembre 2014)
13. The Drawing of the Three - House of Cards (marzo 2015)
14. The Drawing of the Three - The Lady of Shadows (settembre 2015)
15. The Dark Tower: The Drawing of the Three - Bitter Medicine (ottobre 2016)
16. The Dark Tower: The Drawing of the Three - The Sailor (maggio 2017)

## Trama
Il personaggio principale, Roland, è l'ultimo membro vivente dell'ordine dei cavalieri conosciuti come pistoleri (gunslingers) e l'ultimo discendente di Arthur Eld, l'analogo di Re Artù nella sua realtà. Il mondo del pistolero presenta delle differenze con il nostro, anche se emergono nel corso della storia strane similitudini. Esso mostra, infatti, caratteristiche sociali e tecnologiche simili a quelle del vecchio West Americano, pur essendo organizzato politicamente come una vera e propria società feudale. Nel Medio-Mondo rimangono tracce di una magia quasi del tutto estinta e di cimeli appartenenti a una società avanzata tecnologicamente, ormai scomparsa da tempo. L'obiettivo ultimo di Roland, la sua ragione di esistere, è raggiungere la Torre Nera, una costruzione leggendaria che si dice essere il punto di snodo dell'universo, il "perno" di tutti i mondi. Nell'opera si dice che il mondo di Roland è andato avanti, espressione che indica un insieme di trasformazioni e sconvolgimenti: nazioni distrutte da guerre, intere città e regioni cancellate dalla faccia della terra senza lasciare traccia e il tempo che talvolta non fluisce secondo il suo naturale corso. All'inizio della serie, gli obiettivi di Roland, così come la sua età, non sono chiari, ma continuando la lettura molte cose vengono svelate.
Da molti punti di vista, questa serie può essere vista come la rappresentazione del mondo che King descrive nella maggior parte dei suoi romanzi. Termini come ka-tet e la torre stessa appaiono in molti altri lavori (principalmente Insomnia, can-toi viene citato in Desperation) e l'idea di un mondo sottile in cui gli esterni entrano e comandano, è una versione aggiornata di quella creata da Lovecraft sulla base di alcuni miti 

## Concetti della serie

### Ka-tet
Ka-tet è una parola che arriva dall'Alto Linguaggio (High Speech), la lingua ufficiale parlata nella patria ormai perduta di Roland, e significa "uno fatto da molti" oppure "un gruppo di persone convocato dal ka". La parola si riferisce solitamente al ka-tet di Roland nella serie della Torre Nera per indicare i compagni di viaggio e alleati di Roland, ma altri esempi possono essere trovati all'interno della serie.
Componenti del primo ka-tet
L'originale ka-tet di Roland era composto dagli amici d'infanzia con i quali ha completato l'addestramento.
- Cuthbert Allgood: Uno spirito libero e gentile, un compagno che faceva costantemente scherzi. Era un combattente esperto e a lui spettava il privilegio di tenere il corno di Roland, suonato l'ultima volta durante la battaglia di Jericho Hill. È morto a causa di una freccia che gli ha attraversato l'occhio. È identificato con Eddie.
- Alain Johns: È stato accidentalmente ucciso da Roland e Cuthbert quando, andato in perlustrazione nel buio, era tornato a informarli. Possedeva la capacità nota come "il tocco" ed è quindi legato a Jake Chambers, tuttavia il suo atteggiamento freddo lo collega a Susannah.
- James "Jamie" De Curry: Anche lui un compagno di Roland, non fa parte tuttavia della missione che porta Roland, Cuthbert e Alain a Mejis, eventi narrati nel quarto libro. In seguito Jamie si unirà al ka-tet e anche lui morirà a Jericho Hill, sacrificandosi per salvargli la vita.

Componenti del secondo ka-tet
Con l'eccezione di Padre Callahan e di Oy, il secondo ka-tet di Roland è composto da diversi umani di New York City. Le circostanze porteranno Roland a incontrarli e allenarli per farli diventare pistoleri. Roland osserva che il secondo ka-tet possiede tratti dell'originale ka-tet, in linea con il tema de "La Ruota del ka".
- Eddie Dean: Ha la stessa personalità, senso dell'umorismo e mancanza di serietà che ha avuto Cuthbert Allgood.
- Susannah Dean: Quando viene introdotta è divisa in due personalità contrastanti, Odetta e Detta, ma Roland l'aiuterà a risolvere il conflitto.
- Jake Chambers: Come Alain Johns, possiede la capacità del "tocco".
- Oy: È un "bimbolo", una strana e coraggiosa creatura capace di pronunciare qualche parola e dall'aspetto simile all'incrocio di un cane e un procione, con occhi dorati.
- Père Donald Callahan: ex prete, ex alcolizzato, sa riconoscere a vista i vampiri e più volte si sacrificherà per la causa.

## Personaggi
Nella sua ricerca della Torre Nera, Roland Deschain incontra un gran numero di personaggi. Tra i principali vanno citati i componenti del secondo ka-tet, vale a dire Eddie e Susannah Dean, Jake Chambers, Oy il "bimbolo" e padre Donald Callahan. Tra gli antagonisti principali vi sono l'uomo in nero, Mordred Deschain e il Re Rosso.

## Ambientazioni

### Tutto-Mondo
Il Tutto-Mondo (All-World) è una dimensione parallela in cui vive Roland. È il solo mondo/universo che contiene la Torre Nera nella sua forma fisica. Tutti gli altri contengono una rappresentazione della Torre, ma non quella nella sua forma accessibile. Dal Tutto-Mondo è possibile "entrare" nella Torre. Il Tutto-Mondo è diviso in regioni, Entro-Mondo (In-World), Medio-Mondo (Mid-World), Fine-Mondo (End-World) e Oltre-Mondo (Out-World). La geografia è molto variegata. È composta da deserti, montagne, pianure e vaste terre desolate. Si dice che il mondo sia "andato avanti". Sembra significare che dove una volta c'era un grande ordine ora non c'è più. Per esempio: il sole non sempre sorge da Est e a volte non attraversa l'intero cielo. Secondo quanto dice Blaine il Mono, i suoi motori Slo-Trans sono stati costruiti per durare milioni di anni, ma sono in riserva dopo poche migliaia. Comunque, dal momento che il tempo sembra scorrere a velocità diverse nel Tutto-Mondo, causando problemi mentali a Blaine, questi fatti possono non essere correlati. Sembra che una civiltà estremamente avanzata sia un tempo vissuta nel Tutto-Mondo, probabilmente una dimensione parallela degli Stati Uniti. Questo può essere dedotto dall'alto grado di similitudine tra l'architettura, le automobili, i vestiti degli Antichi (il nome dell'antico popolo) con i nostri e il fatto che le vecchie truppe usavano normali telefoni e prodotti Microsoft. C'era anche un surrogato della Coca-Cola chiamato Nozz-A-La il cui logo era identico a quello della Coca. Potrebbero anche aver parlato l'inglese. La civiltà degli Antichi collassò a causa della sostituzione della magia, che avrebbe potuto durare in eterno, con la tecnologia, che si autoelimina se non viene curata, ma che nonostante questo fu utilizzata per proteggere i Vettori che sorreggono la Torre. I Vettori sono sei forze invisibili che uniscono i lati del mondo/universo al centro. Questi Vettori sono la sorgente primaria di energia che mantiene l'ordine nel mondo. Guasti nei Vettori causano cambiamenti delle costanti fisiche e astronomiche, il che genera caos nella natura, così come nella civiltà. Esistono sei Vettori con dodici Guardiani, uno per ogni Portale (la fine di un Vettore) sistemati come i raggi di una ruota con la Torre al centro. La vecchia civiltà usò la tecnologia per mantenere saldi i Vettori invece della magia, cercando di controllare la realtà. Il colpo finale per la vecchia civiltà sembra essere stato inferto da guerre nucleari, batteriologiche e chimiche. Non si sa quando queste guerre siano iniziate, il perché o quali nazioni le abbiano combattute. Si lascia però intendere che il Re Rosso avrebbe lavorato dietro le quinte, manipolando persone ed eventi per ottenere la distruzione della civiltà, dal momento che questo gli avrebbe fatto comodo per il suo proposito finale. Il mondo descritto nella maggior parte della serie sembra essere scarsamente popolato e pericoloso, pieno di mutanti sia umani che animali, con grandi lande contaminate. Demoni e robot, così come i taheen, si trovano al servizio del Re Rosso. Non esiste un livello di aggregazione popolare che vada oltre il limite della città. Le risorse sono scarse, e la vecchia tecnologia degli antichi si trova soprattutto in forme perverse, rimaneggiate o danneggiate che mettono a rischio la vita degli ultimi sopravvissuti piuttosto che renderla agevole.

### Luoghi del Tutto-Mondo
Il Tutto-Mondo viene diviso in tre grandi zone: Entro-Mondo, Medio-Mondo e Fine-Mondo. L'Entro-Mondo è costituito da Gilead e dal Regno dell'Eld con i vari domini dei pistoleri anche se le Baronie più esterne possono già essere considerate Medio-Mondo. Il Medio-Mondo, dove si articola gran parte della serie è costituito da vari ambienti: a occidente c'è il gran deserto di Mohaine e poi, dopo una catena montuosa, il Mare Occidentale poi, proseguendo si trova il Portale del Vettore dell'Orso e le sconfinate terre desolate il cui unico centro rilevante è la metropoli in declino di Lud con pochi altri paesi come Crocefiume anch'essi nel degrado. Dopo le terre desolate si trovano i Calla: comunità di villaggi contadini autonomi e mediamente sviluppati. Il fiume Whye, confine estremo dei Calla segna l'inizio del devastato Fine-Mondo. Nel Fine-Mondo si trova il Castello Discordia con il villaggio di Fedic e poi quello del Re Rosso e successivamente le bianche lande di Emphatica. Dopo le bianche lande c'è il Can'-Ka No Rey (termine in Lingua Eccelsa che tradotto significa: "campi rossi del nulla") ovvero immensi campi di rose al cui centro si trova la Torre Nera.
Tull
Tull è una piccola città situata a sud di Pricetown e a nord del deserto di Mohaine. Essa è composta da una drogheria sbarrata, una livrea, un sarto, una chiesa, un barbiere, un emporio di merci secche e un bar. Nella versione rivista del 2003 de L'ultimo cavaliere viene anche rivelato che Tull contiene uno scalo ferroviario. La popolazione di Tull è composta da 58 abitanti: "trentanove uomini, quattordici donne e cinque bambini".
Mare Occidentale
Il Mare Occidentale (Western Sea) si trova ai margini del deserto di Mohaine. Sulle sue coste Roland incontra qui le "porte" e le aramostre che lo portano a perdere due dita della mano destra, rendendolo incapace di impugnare due armi, liberandone così una per Eddie o Susannah da usare in seguito.
Crocefiume
Crocefiume (River Crossing) è una piccola cittadina del Medio-Mondo che si trova lungo il Sentiero del Vettore nella Baronia del Fiume, una terra di grandi pianure ondulate vicino alla città di Lud. Nonostante sembri abbandonato e fatiscente, in realtà è abitato da un certo numero di persone anziane.
Lud
Dal momento che le capacità tecnologiche degli Antichi sono andate perse, Lud ha conosciuto un periodo di lenta decadenza durato migliaia di anni. Questa decadenza è stata accelerata dal dominio dei Grigi. Le strade di Lud sono piene di rottami degli Antichi. Le auto sono numerose, tutte senza vetri, persi o distrutti, come se gli abitanti della città aborrissero il riflesso della propria immagine e senza pneumatici, distrutti dal tempo. Tutte le auto sono accatastate l'una sull'altra a formare un dedalo di corridoi che porta all'ingresso del territorio dei Grigi. Le strade sono piene anche di corpi umani: uccisi nelle frequenti battaglie tra i Pube e i Grigi, o sacrificati ai Tamburi degli Dei. Quasi tutto quello creato dagli Antichi ha un'incredibile longevità: questo è vero per i robot che si incontrano occasionalmente nella serie e anche per gli edifici più importanti, ad esempio grattacieli e installazioni militari. Molti, se non tutti, dei grattacieli di Lud sono in buone condizioni per essere stati abbandonati da millenni. Lud è protetta su un lato da un fiume in un canyon profondo che può essere attraversato solo usando il George Washington Bridge; sull'altro lato, da profondi crepacci che finiscono nell'inferno radioattivo conosciuto come le terre desolate (o drawers). Come risultato, Lud è facilmente difendibile, specialmente contro i barbari che tentarono di conquistarla in passato. Lud fu assediata da vari eserciti per molti anni, ma a causa della sua fortunata locazione, i soli modi per raggiungere la città erano il ponte già citato più uno da percorrere a piedi. Il GWB ha molti punti deboli e buchi, ed era controllato costantemente da assalitori e assediati. Le persone che in passato volevano raggiungere Lud dovevano semplicemente attraversare il ponte; ma pochi sopravvivevano al tentativo. Gli eserciti erano regolarmente respinti alle porte di Lud, mentre la loro potenza diminuiva. Infine, David Quick, un "principe fuorilegge", radunò le ultime armate nel mondo e attaccò la città con le poche armi che gli rimanevano. Alla fine, gli abitanti vennero sfiniti completamente. Persero tutta la conoscenza tecnologica e diventarono poco più che primitivi abitanti di una città decaduta. Riescono ancora a evitare la caduta completa di Lud, mentre le armate di David Quick vengono presto ridotte allo stesso Stato dei Luditiani. Questi due eserciti si trasformano poi in due fazioni: i Pube e i Grigi. Dopo l'arrivo del ka-tet di Roland e della successiva ripartenza a bordo di Blaine il Mono, lo stesso Blaine decide di condannare tutti gli abitanti di Lud facendo esplodere una serie di fusti situati nelle gallerie contenenti del gas tossico, descritto come di colore violaceo e in grado di uccidere all'istante.
I Pube sono gli originali abitanti di Lud (eredi degli Antichi). Il test di ammissibilità richiedeva riflessi pronti e agilità, per cui i giovani ottenevano la cittadinanza più facilmente. Il nome Pubi è probabilmente un riferimento a questo, dal momento che la maggior parte di loro erano in piena puberta' nel momento di ingresso in città. Questo soprannome può avere avuto inizio con significato diffamatorio, ma è diventato un termine di uso comune per il gruppo. I Pube vivono quasi esclusivamente sopra la terra, e sono in guerra con i Grigi. I bandana blu sono un marchio di appartenenza per i Pube. I Grigi sono i discendenti delle armate di David Quick (Tick-Tock è discendente dello stesso leggendario fuorilegge) che riuscirono a infiltrarsi a Lud prendendo il controllo dell'enorme rete di tunnel sotterranei. Vivono normalmente in questi tunnel, ed escono solo per combattere con i loro antichi nemici, i Pube. Dal momento che i Grigi discendono da un'armata prevalentemente maschile, poche donne abitano nella parte "grigia" di Lud. Questo obbliga i Grigi a organizzare razzie di donne e bambini dai Pube. Per i Grigi, il colore dei bandana è il giallo.
Le terre desolate
Le terre desolate (Waste Lands) sono delle terre devastate e avvelenate oltre la città di Lud. Il tracciato di Blaine il Mono attraversa questa terra passando per Candleton, Rilea, le Cascate dei Cani, Dasherville e alla fine nell'area di sottilità che conduce a Topeka.
È abitato da creature mutanti e altre aberrazioni mostruose; questi esseri sono il risultato delle armi che gli Antichi usarono nel passato. Il ka-tet credeva che la devastazione delle terre desolate fosse il risultato dell'uso di armi atomiche, ma Blaine gli smentisce che gli Antichi usarono armi "molto peggiori" di quelle.
Mejis
Mejis è una Baronia esterna nell'Entro-Mondo che ad ovest Nuova Canaan, a nord il deserto e a est la Baronia di Tepachi; è implicito che la Baronia sia un promontorio con il suo confine meridionale lungo Mar Lindo (Clean Sea). In questa regione Roland e il suo primo ka-tet devono svolgere una missione che vada a fermare il piano di John Farson "il Buono" nell'ottenere del petrolio e raffinarlo per alimentare delle vecchie macchine da guerra degli Antichi contro l'Affiliazione e sconfiggere i pistoleri.
Calla Bryn Sturgis
Calla Bryn Sturgis è una delle varie comunità (facenti parte del Calla) situata nel territorio di confine che separa il Medio-Mondo dal Fine-Mondo; il villaggio si trova lungo il fiume Devar-Tete Whye con ad est Rombo di Tuono. Gli abitanti di Calla Bryn Sturgis sono quasi tutti agricoltori o allevatori, il più ricco dei quali è Wayne Overholser. Gli abitanti coltivavano principalmente riso e grano e allevavano bovini e pecore. In rare ma costanti occasioni (circa ogni ventitré anni), i Lupi vengono a Calla Bryn Sturgis e rapiscono un fratello da ogni coppia di gemelli. Estraggono la materia cerebrale dei bambini e la danno in pasto ai Frangitori in modo che possano continuare il loro lavoro di distruzione dei Vettori.
I bambini verrebbero restituiti come "guasti", o rovinati, e non potrebbero più funzionare come normali esseri umani; ciò fu interrotto quando Roland e il suo ka-tet, insieme a molti cittadini del Calla, sconfissero i Lupi.
Rombo di Tuono
Rombo di Tuono (Thunderclap) è il regno condannato ai margini del Fine-Mondo, appena ad est delle terre di confine. È un deserto arido e senza pioggia costellato di sporadici villaggi deserti, campi morti, cadaveri e alberi distrutti; un luogo dove le tombe rigettano i morti e gli orologi vanno all'indietro. In mezzo alla sua desolazione è collocata Algul Siento, la prigione dei Frangitori. Oltre a questo deserto ci sono le Badlands di Discordia ed il suo castello.
I Lupi, ogni ventitré anni, attraversano una "porta" da Fedic per raggiungere il Calla, ma per ritornare indietro devono utilizzare un treno direttamente collegato dalla terra di confine fino a Fedic.
Algul Siento
Algul Siento, conosciuto anche come Cielo Blu (Blue Heaven) o Devar-Toi, è il luogo dove i Frangitori vengono portati dai servitori del Re Rosso affinché distruggano con i loro poteri i Vettori. La maggior parte dei carcerieri sono taheen, incluso Finli o'Tego, e can-toi ma il direttore è uno umano di nome Pimli Prentiss
Castello Discordia
Il Castello Discordia (Castle Discordia), noto anche come il Castello sull'Abisso, è un castello situato alla fine di Rombo di Tuono nelle Badlands di Discordia di Fine-Mondo, che domina la città di Fedic. Contiene un labirinto di passaggi e contiene 595 porte che conducono a vari "quando" e "dove". Queste porte, realizzate dagli Antichi, conducono a eventi importanti della storia, solitamente cupi o disastrosi, come l'assassinio del presidente Lincoln o i combattimenti dei gladiatori dell'antica Roma. Altre di queste porte si aprono sull'oscurità del todash e da una di queste porte, durante il settimo libro, emerse un mostro che tentò senza successo di mangiare sia Roland che Susannah.
Il castello viene visto per la prima volta nel quinto libro; Mia immagina di essere nel castello mentre cerca cibo per nutrire il suo "tizio" e viene visto di nuovo mentre Mia e Susannah discutono reciprocamente dei bisogni dell'altro.
Le Casse Roi Russe
Le Casse Roi Russe (ovvero il "Castello del Re Rosso") è il luogo dove risiede e regna il Re Rosso. Esso è un grande castello rosso che si staglia sopra una cittadina attraversata da un fiume recante il suo medesimo nome.
Le bianche lande di Empathica
Empathica, conosciuta anche come le "bianche lande di Empathica", è una tundra innevata situata nel Fine-Mondo. I residenti di Empathica sono noti per la loro capacità di entrare in empatia e condividere le emozioni degli altri.
Si trova ad est del fiume Le Casse Roi Russe a ovest dei campi del Can'-Ka No Rey e della stessa Torre Nera. Dandelo viveva in un cottage alla fine di Odd Lane in queste terre innevate e in seguito le sue strade sono state solcate da Bill Tartaglia, un robot costruito dalla North Central Positronics.
Can'-Ka No Rey
Il Can'-Ka No Rey (ovvero "campi rossi del nulla") è il campo di rose che circonda la Torre Nera. È il luogo dove si svolge l'ultima battaglia tra Roland (accompagnato da Patrick Danville) e il Re Rosso.

### Il Mondo Cardine e la rosa
Il Mondo Cardine (Keystone Earth) è l'"unico" mondo. Il solo mondo in cui vive Stephen King, nonché l'unico in cui i cambiamenti fatti non possono essere cancellati. Questo mondo è la casa della rosa, che non è la semplice rappresentazione della Torre, ma può essere la sua stessa rappresentazione fisica. Alla fine della serie verrà protetta dalla Tet Corporation, creata dal ka-tet di Roland nel 1977, usando i soldi di Odetta Holmes come erede della Holmes Dental Corporation.

## Oggetti

### L'Iride del Mago
L'Iride del Mago (in originale Wizard's Rainbow, Bends o' the Bow o Maerlyn's Rainbow) è un insieme di 13 sfere di cristallo, dodici dei colori dell'arcobaleno che rappresentano i dodici Guardiani dei Vettori e una nera che rappresenta la Torre Nera, alla congiunzione dei Vettori. Le sfere, dette curve dell'Iride del Mago (curves of Maerlyn's Rainbow), presentano poteri speciali, primo fra tutti la veggenza sul male di presente, passato e futuro. Solo quattro sfere sono rimaste intatte al momento dell'utilizzo di quella Rosa ne La sfera del buio che deciderà per la prima volta il destino del cavaliere. Altre sei sfere, cosa di cui i protagonisti non sono a conoscenza, sono nelle mani del Re Rosso, che si vede in una discussione con il mago Marten, nel secondo volume della miniserie a fumetti La nascita del pistolero. La sfera Verde, secondo quanto dice il padre di Roland, Steven Deschain, si trova a Lud. Quella di color Arancio fu vista l'ultima volta a Dis, mentre la Blu fu presa da un gruppo di Lenti Mutanti e portata via. L'ultima sfera, la 'Tredici Nera', viene trovata dal ka-tet di Roland ne I lupi del Calla. Il demone Mia la userà per fuggire nella New York del 1999, dove prevede di partorire. Nel fumetto La nascita del pistolero si afferma che i colori delle sfere sono: rosso, arancione, giallo, verde, blu, azzurro, lime, rosa, viola, indaco, marrone, grigio perla e nero. Si dice inoltre che ogni sfera aveva un potere diverso, fra i quali telepatia e levitazione. Infine, in una vignetta si vede che le sfere possedute dal Re Rosso sono arancione, giallo, lime, viola, azzurro e nero. Quest'ultima, la Tredici Nera, è usata dal Re Rosso per comunicare con il suo servo Walter o'Dim.

### La rosa
La rosa è un fiore che cresce in un terreno un tempo abbandonato sulla 2ª Avenue e la 46^ Strada a Manhattan ed è la manifestazione fisica della Torre Nera nel Mondo Cardine. Il lotto vacante in cui cresceva la rosa era di proprietà della famiglia Toren, passando infine a Calvin Torre prima di essere venduto alla Tet Corporation allo scopo di proteggerla. Essa costruì quindi un grattacielo (l' Hammarskjöld Plaza 2) attorno alla rosa, lasciando intatto il pezzo di terreno al centro dell'atrio.
La rosa è simile a quelle situate nel Can'-Ka No Rey in quanto produce un canto che è più udibile da alcuni rispetto ad altri. Eddie e Roland descrivono questo canto come se facesse sentire tutto "a posto" ed essa ha anche un potere curativo, infatti un uomo ha affermato che stare fuori dal suo recinto ha curato la sua acne.

## Glossario

### Gan
È una delle divinità del mondo di Roland. È il dio più importante, venerato dai pistoleri e può essere associato a una sorta di forza unificatrice. Il 'corpo' di Gan è la Torre Nera. Gan viene anche identificato con il ka.

### Prim
Il Prim designa il Caos originario da cui Gan fuoriuscì 'creando' la Torre e i multi-universi. Con 'recessione del Prim' si intende questa sorta di creazione.

### Uomo-Gesù
Il corrispettivo nel mondo di Roland di Gesù. Viene venerato dalla gente comune ma non dai pistoleri. Il corrispettivo di Satana è chiamato l'Intrigante.

### Commala
In I lupi del Calla, commala è sia una celebrazione della stagione del raccolto che un'interiezione della parlata del Calla, un dialetto usato nei paesi che stanno ai confini tra il Medio-Mondo e le vaste terre desolate di Rombo di Tuono. Viene usata in un'incredibile quantità di termini dialettali, molti dei quali a sfondo sessuale.

### Sottilità
Le sottilità sono "punti deboli" della realtà. Vengono descritte come simili a grosse bolle di mercurio che emettono un trillo capace di ipnotizzare le persone e attirarle dentro sé se si avvicinano troppo. La prolungata esposizione al suono di una sottilità può causare pazzia. È possibile farsi trasportare in un'altra dimensione semplicemente attraversando una sottilità, ma è molto pericoloso e anche la morte potrebbe essere preferibile. Roland ne incontra una presto nella sua vita, questa storia è raccontata in La sfera del buio. Il suo ka-tet ne trova una subito fuori da Topeka in Kansas, nella realtà di L'ombra dello scorpione.

### Contezza
La contezza è uno dei modi per viaggiare tra i mondi oltre alle porte e alle sottilità: la contezza può essere indotta da una delle sfere di Maerlyn e permette di trasportarsi nel sonno nell'altro mondo: il trasferimento può essere solo 'spirituale' (ovvero camminare e vedere ciò che accade nell'altro mondo ma senza 'esserci' davvero) o reale (come avviene a Callahan). Con il termine contezza si indica anche lo spazio 'vuoto' che c'è tra i mondi, quello oltre l'esistenza e la Torre. Lo scopo del Re Rosso è di regnare sulla contezza una volta distrutta la Torre.

### Manni
La tradizione Manni prende spunto dall'idea del multi-universo. I Manni sono un gruppo di Tutto-Mondo che si considera come i navigatori sulle ali del ka. Vestono abiti blu scuro, presentano unghie molto lunghe poiché è loro permesso tagliarle solo una volta l'anno e sono conosciuti per avere una visione pessimistica di ogni situazione. Il dialetto di Tutto-Mondo è molto influenzato dai Manni che includono parole come ka, ka-tet e khef.

### Ka
"È il ka, e il ka è il destino" - Ted Brautigan, Cuori in Atlantide: Uomini bassi in soprabito giallo.

Il ka può essere descritto come il destino o il fato, ma in realtà è molto più complesso. Si dice che sia una ruota che può essere rotta solo dalla morte o dal tradimento. Ma, come disse Cort, ci sono anche raggi nella ruota del ka. L'immagine del ka come una ruota è una reminiscenza della filosofia, "ogni causa ha un effetto".
Sinonimi: Fato, Destino, Karma.

### Ka-tet
"Noi siamo ka-tet. Siamo uno da molti" dice Roland di Gilead il giorno prima della battaglia di Algul Siento (Devar-Toi). Ka-tet è la convinzione che un gruppo di persone sia unito dal destino, o dal ka (Questo è un concetto usato spesso da King, anche in libri in cui non si usa il termine "ka": It, L'ombra dello scorpione e L'acchiappasogni sono solo esempi). Si dice di un gruppo che condivide l'acqua della vita. A volte il simbolo dell'acqua è usato letteralmente, come in un rituale che Roland e il suo ka-tet celebrano la notte prima della battaglia di Algul Siento. Il ka-tet di Roland include sé stesso, Eddie Dean, Susannah Dean, Oy e Jake Chambers. Questo tet viene rotto in occasione della battaglia di Devar-Toi. Donald "Père" Callahan potrebbe essere considerato parte del ka-tet alla fine della serie, come lo potrebbe essere la nemesi di Roland, Randall Flagg. Il primo ka-tet di Roland era composto da sé stesso, Cuthbert Allgood, Jamie DeCurry e Alain Johns.
Così viene definito nel secondo episodio della serie a fumetti La nascita del pistolero: «Ka-tet significa "uno derivato da molti", ma più che questo. È un gruppo di persone legate dal destino - dal ka - dirette verso la stessa meta e, piaccia o no, la stessa fine. Insieme finché la morte non avrà l'ultima parola, come sempre accade. Il 'leader' del ka-tet si chiama dinh mentre la sensazione che un uomo del gruppo stia per morire ka-shume. »

### Khef
Letteralmente "acqua della vita". L'idea di khef sembra essere un adattamento del termine grok di Robert A. Heinlein da Straniero in terra straniera. khef e grok vengono usati in contesti simili. È principalmente la forza vitale del ka. È dove il ka incontra l'anima. I Manni credono che sia possibile vivere al di fuori di questa forza. Viene detto che Roland è al quinto livello del khef.

### Sigul
La parola indica un simbolo di un determinato gruppo e all'interno della serie compaiono vari di questi sigul. Quello del Re Rosso e dei suoi seguaci è un minaccioso occhio rosso con all'interno una spirale, mentre quello dei pistoleri rappresenta una sorta di fiore. Un altro sigul presente è quello della strega Rhea ed è un tridente, mentre quello della Sombra Corporation, associazione legata al Re Rosso, è una nube con un fulmine. Quando la Torre Nera restituisce a Roland il Corno dell'Eld che lui aveva perso in battaglia, una voce dice al pistolero che quello sarà il suo sigul. Nel corso della serie si capisce che Roland considera una svastica o una croce come sigul.

### Linguaggio del Medio-Mondo
Coloro che vivono nel Medio-Mondo hanno modi di dire e termini diversi dal linguaggio del nostro mondo. Al posto del 'sì' si usano termini diversi a seconda dei vari dialetti: tra le forme le più usate sono aye e yar; come saluto, corrispondente al nostro salve, c'è invece la forma hile. Come augurio o all'inizio di un incontro si augura: "Lunghi giorni e piacevoli notti." È spesso ripetuta la formula: "Il mondo è andato avanti", per indicare il disfacimento della realtà. A volte per indicare un popolo si usa il termine: folken. Per indicare la morte si usa talvolta l'espressione "la radura in fondo al sentiero". Tipica l'espressione da parte di Roland e poi di Jake "Tutto serve il Vettore". Per indicare una persona raramente si usa il cognome più frequenti invece il nome del padre (Roland figlio di Steven) anche nella variante "figlio/a di Nessuno" riferita a demoni o a persone di cui non si conosce il nome del padre, quello della città di provenienza (Roland di Gilead, Eddie di New York) oppure della stirpe (Roland dell'Eld) e riferendosi a Gilead spesso si dice: "Gilead che fu" a indicare la distruzione della città tempo prima. Un'espressione spesso usata dai pistoleri è: "Aver dimenticato il volto di suo padre" ovvero essersi messo sulla cattiva strada. Il tempo non viene indicato con i mesi ma con la relazione a feste come quella delle Messi o in base ai vari cicli di luna piena (Luna dell'Ambulante, Luna della Cacciatrice e così via). Lo spazio viene calcolato in ruote e ottomila ruote corrispondono grossomodo a settemila miglia come detto da Blaine.
Un'altra parola particolare è Cujo che, nel dialetto del Mejis, significa 'dolcezza mia'.

### Lingua Eccelsa
Un misterioso linguaggio conosciuto e parlato solo dai pistoleri e dai loro parenti, che usa una scrittura molto particolare. Nel corso della storia raramente viene usata la Lingua Eccelsa e una delle poche parole che vi si conosca scritta tradotta è "Introvata". Si scopre anche che il termine 'Childe' significa 'benedetto dal ka', 'santo', 'cercatore della Torre'.

### Dogan
Dogan è un termine collettivo per un certo numero di luoghi nel Medio-Mondo, tutti creati dalla North Central Positronics, sotto l'ordine di Maerlyn per fondere insieme tecnologia e magia e creare armi di annientamento distruttive. Il più prominente è quello lungo il fiume Devar-Tete dalla parte di Rombo di Tuono, non lontano da Calla Bryn Sturgis.

### Todash
Il todash è il vuoto che esiste tra i mondi ed è completamente buio e abitato da mostri.

### Tet Corporation
La Tet Corporation è un'organizzazione aziendale creata per tre scopi: proteggere la rosa, per proteggere Stephen King e contrastare la crescita della Sombra Corporation e della North Central Positronics. Moses Carver è stato presidente dell'azienda dal suo inizio nel 1977 fino al 1997, quando ha trasferito il titolo a sua figlia, Marian Carver. Nel 1999 la società valeva quasi dieci miliardi di dollari e la sua sede principale risiede nell'Hammarskjöld Plaza 2, un edificio che col tempo la gente a iniziato a chiamare la "Torre Nera".

### North Central Positronics
La North Central Positronics appare in molteplici opere di Stephen King, nella serie La Torre Nera e opere correlate. È una grande azienda che produce oggetti tecnologicamente avanzati come robot, computer e armi. Molti dei prodotti sono prominenti nella saga dove i suddetti oggetti della North Central Positronics ancora funzionanti, o comunque in vari stadi di deterioramento, hanno preso vita e sono impazziti. Ciò è legato al fenomeno che interessa gran parte della realtà del Tutto-Mondo; tutto sta andando in pezzi. Come affermato nei libri, il mondo è "andato avanti".
Quando Roland e il suo ka-tet entrano in contatto con la North Central Positronics essa fa parte della Sombra Corporation, di proprietà del Re Rosso, la personificazione del male nel mondo dei Roland. LaMerk Industries e LaMerk Foundry sono altre due entità che sembrano essere filiali della Sombra Corporation. L'obiettivo dichiarato del Re Rosso è la distruzione del multiverso e di tutta la realtà.
Tra le creazioni della North Central Positronics ci sono computer dipolari, un certo numero di androidi e cyborg (vale a dire i Guardiani dei Vettori, tra cui Shardik l'Orso e Maturin la Tartaruga), Nigel il robot domestico di Fedic, Bill Tartaglia, Andy tipo: messaggero (molte altre funzioni supplementari) e Blaine il Mono, un sistema di monorotaia altamente intelligente e sadico a cui piacciono gli enigmi. In Terre desolate, Jake e Gasher, e più tardi anche Roland, entrano nel mondo sotterraneo della città di Lud attraverso un tombino di ferro protetto da una copertura con su impressa l'etichetta "LaMerk Foundry".

## Cinema
Nel 2017 è uscito nelle sale La torre nera, trasposizione cinematografica ispirata ai libri, diretta da Nikolaj Arcel.